# Anthophora concinna
Anthophora concinna là một loài Hymenoptera trong họ Apidae. Loài này được Klug mô tả khoa học năm 1845.